# Іда (гора)
Іда, також Псилоретіс (грец. Ψηλορείτης) — найвища гора Криту.
Круті піки гори Іда увінчують масивне гірське пасмо. Тут знаходиться безліч капищ, включаючи знамениту печеру Ідео Андро, де відповідно до давньогрецьких міфів, народився та виріс Зевс. У ній знайдено чимало історичних цінностей, включаючи бронзові щити 7 століття до н. е. Деякі предмети експонуються в Археологічному музеї Іракліону. Зі іншими міфами, саме на Іді відбувся суд Паріса.
На південному схилі шлях від села Камарес веде до печери Камарес. Підйом займає 3 години. Саме тут були знайдені знамениті мінойські сосуди, що одержали назву «судин Камарес». Деякі з них також експонуються в Археологічному музеї Іракліону.